# Marea Moschee din Medina Baay
Marea Moschee din Medina Baay este o moschee din orașul Kaolack, Senegal. Numele ei vine de la cartierul unde se află, în nord-estul orașului. Este moscheea principală a ramurii Ibrahimiyyah a confreriei sufiste Tijaniyyah.

## Istorie
Moscheea a fost fondată în jurul anului 1930 de către Ibrahim Niass (1900-1975), important lider religios vest-african și maestru din ordinul sufist Tijaniyyah. Intenția sa a fost să creeze un loc de rugăciune pentru adepții săi sufiști. Totodată, el a fost și primul imam. Această funcție a fost preluată și deținută rând pe rând de către fii și nepoții lui Niass. Construcția moscheii a durat mai mulți ani, fiind inaugurată în anul 1938.  A rezultat o moschee monumentală cu 4 minarete, una dintre cele mai importante din Senegal. De-a lungul timpului a suferit numeroase modificări. În fiecare vineri, la marea rugăciune de la amiază, se strâng mii de credincioși.